# 1787 na música

## Nascimentos
| Data | Nome | Profissão | Nacionalidade | Observações | Ref |
| ---- | ---- | --------- | ------------- | ----------- | --- |

## Mortes
| Data        | Nome                | Profissão                                    | Nacionalidade | Observações | Ref |
| ----------- | ------------------- | -------------------------------------------- | ------------- | ----------- | --- |
| 28 de maio  | Leopold Mozart      | compositor, professor de música e violinista | Alemanha      | n. 1719     |     |
| 20 de Junho | Karl Friedrich Abel | compositor barroco                           | Alemanha      | n. 1723     |     |